# San Ramón, Acámbaro
San Ramón är en ort i Mexiko.   Den ligger i kommunen Acámbaro och delstaten Guanajuato, i den södra delen av landet, 180 km väster om huvudstaden Mexico City. San Ramón ligger 1 870 meter över havet och antalet invånare är 233.
Terrängen runt San Ramón är platt västerut, men österut är den kuperad. Runt San Ramón är det ganska tätbefolkat, med 144 invånare per kvadratkilometer. Närmaste större samhälle är Acámbaro, 6,6 km söder om San Ramón. Trakten runt San Ramón består till största delen av jordbruksmark.